# Spoorlijn Ibbenbüren - Lengerich
De spoorlijn Ibbenbüren - Lengerich is een Duitse spoorlijn en is als spoorlijn 9165 onder beheer van DB Netze.

## Geschiedenis
Het traject werd door de Vering & Waechter geopend op 19 juli 1901. Tot 1968 heeft er personenvervoer plaatsgevonden op de lijn, sinds 2010 is wegens schade door het wegspoelen van de baandam het gedeelte tussen Brochterbeck en Tecklenburg gesloten. In november 2014 is bekendgemaakt dat de TWE voornemens is de lijn te verkopen.
Anno 2017 is begonnen, de spoorlijn te restaureren om er een museumspoorlijn van de Teuto-Express van te maken. Anno 2020 is het traject tussen Ibbenbüren en Brochterbeck, met het zijlijntje naar Dörenthe (binnenhaven aan het Dortmund-Eemskanaal) voor dit doel in gebruik. Het gedeelte tussen Brochterbeck via Tecklenburg naar Lengerich is nog gesloten.

## Aansluitingen
In de volgende plaatsen is of was er een aansluiting op de volgende spoorlijnen:
IbbenbürenDB 2992, spoorlijn tussen Löhne en Rheine
BrochterbeckDB 9166, spoorlijn tussen Brochterbeck en Hafen Saerbeck
LengerichDB 2200, spoorlijn tussen Wanne-Eickel en Hamburg
DB 9163, spoorlijn tussen Lengerich en Gütersloh